# Climax (Saskatchewan)
Climax es un pueblo canadiense situado en la provincia de Saskatchewan.

## Superficie
Climax tiene una superficie de 0,94 km².

## Demografía
En 2021, tenía 137 habitantes, una densidad poblacional de 145,5 hab./km², y 102 viviendas.